# Oxypetalum burchellii
Oxypetalum burchellii är en oleanderväxtart som beskrevs av Gustaf Oskar Andersson Malme. Oxypetalum burchellii ingår i släktet Oxypetalum och familjen oleanderväxter. Inga underarter finns listade i Catalogue of Life.